# حياف الطواف (أفلح الشام)

تعديل مصدري - تعديل

حياف الطواف هي إحدى قرى عزلة بني حفيظ والمكارمة بمديرية أفلح الشام التابعة لمحافظة حجة، بلغ تعداد سكانها 435 نسمة حسب تعداد اليمن لعام 2004.